# Catacombes San Gennaro
Les catacombes San Gennaro (en français : catacombes Saint Janvier) sont des centres souterrains d'enterrements paléochrétiens, situés à Naples, en Italie. Elles se trouvent dans la partie nord de la ville, dans le versant qui conduit à Capodimonte. Le lieu se trouve facilement, identifié par la grande basilique de la Mère Couronnée du Bon Conseil. 

## Histoire
Originellement il existait trois cimetières séparés, consacrés à saint Gaudiose, saint Sévère (en) et saint Janvier. Ces catacombes étaient différentes car elles présentaient des couloirs plus amples tout au long de leurs deux niveaux. Le niveau inférieur est le plus ancien, et remonte aux debut de l’ère chrétienne et pourraient avoir été le lieu d'un cimetière pré-chrétien plus ancien réutilisé par la nouvelle population. L'endroit a été converti en un important centre religieux d'enterrements après que l'évêque Agrippin de Naples y fut inhumé. Le deuxième niveau a été développé pour étendre les deux autres cimetières adjacents,.
Les catacombes ont été consacrées à Gennaro (Januarius ou Janvier de Bénévent) au Ve siècle à l'occasion de l'inhumation de ses restes, lesquels seront translatés à la cathédrale de Naples. Jusqu'au XIe siècle, les catacombes ont été le lieu des tombes des évêques de Naples. Entre le XIIIe  et le XVIIIe siècle, elles ont été gravement dégradées. La restauration des catacombes a été initiée après le déplacement des restes dans un autre cimetière.

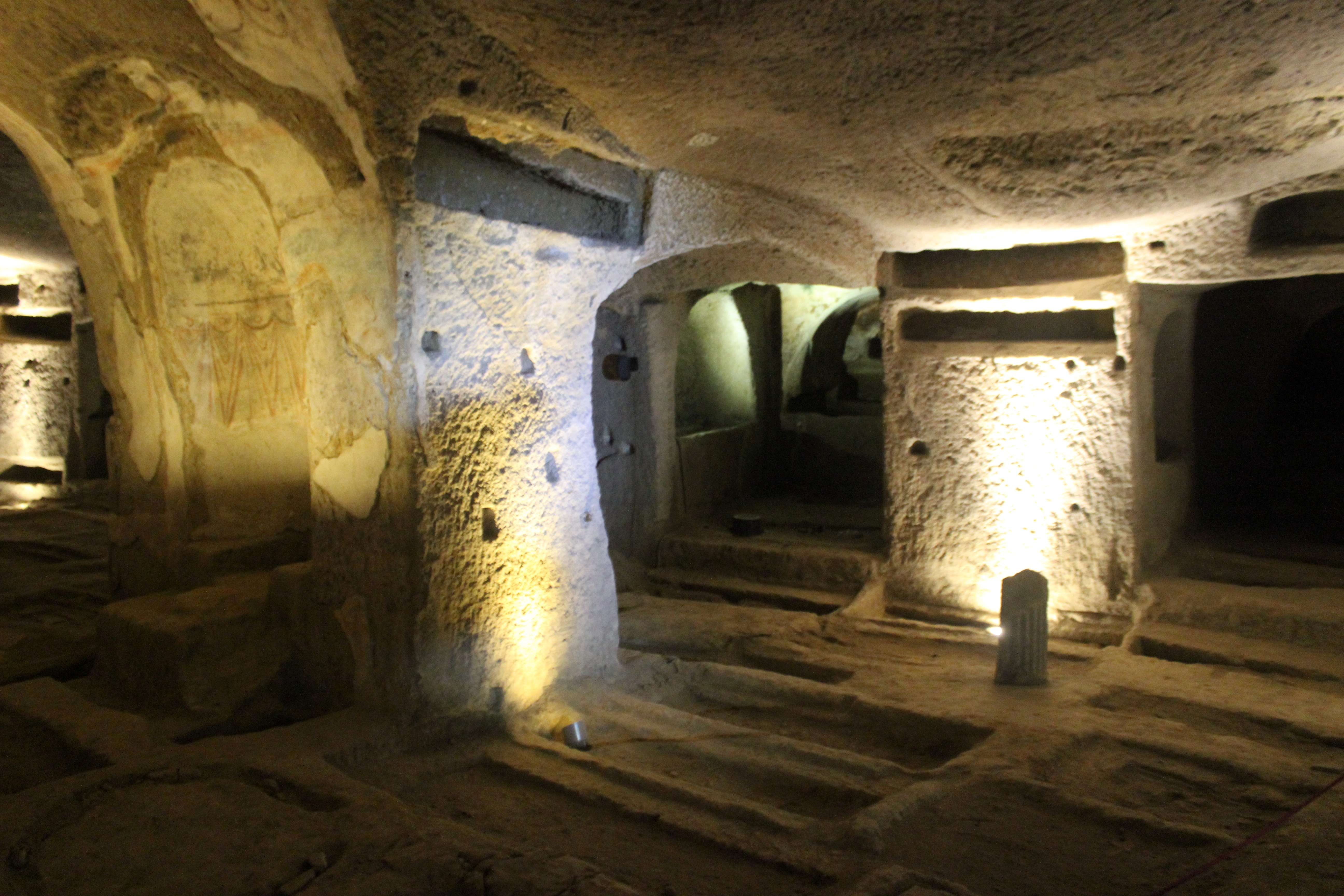
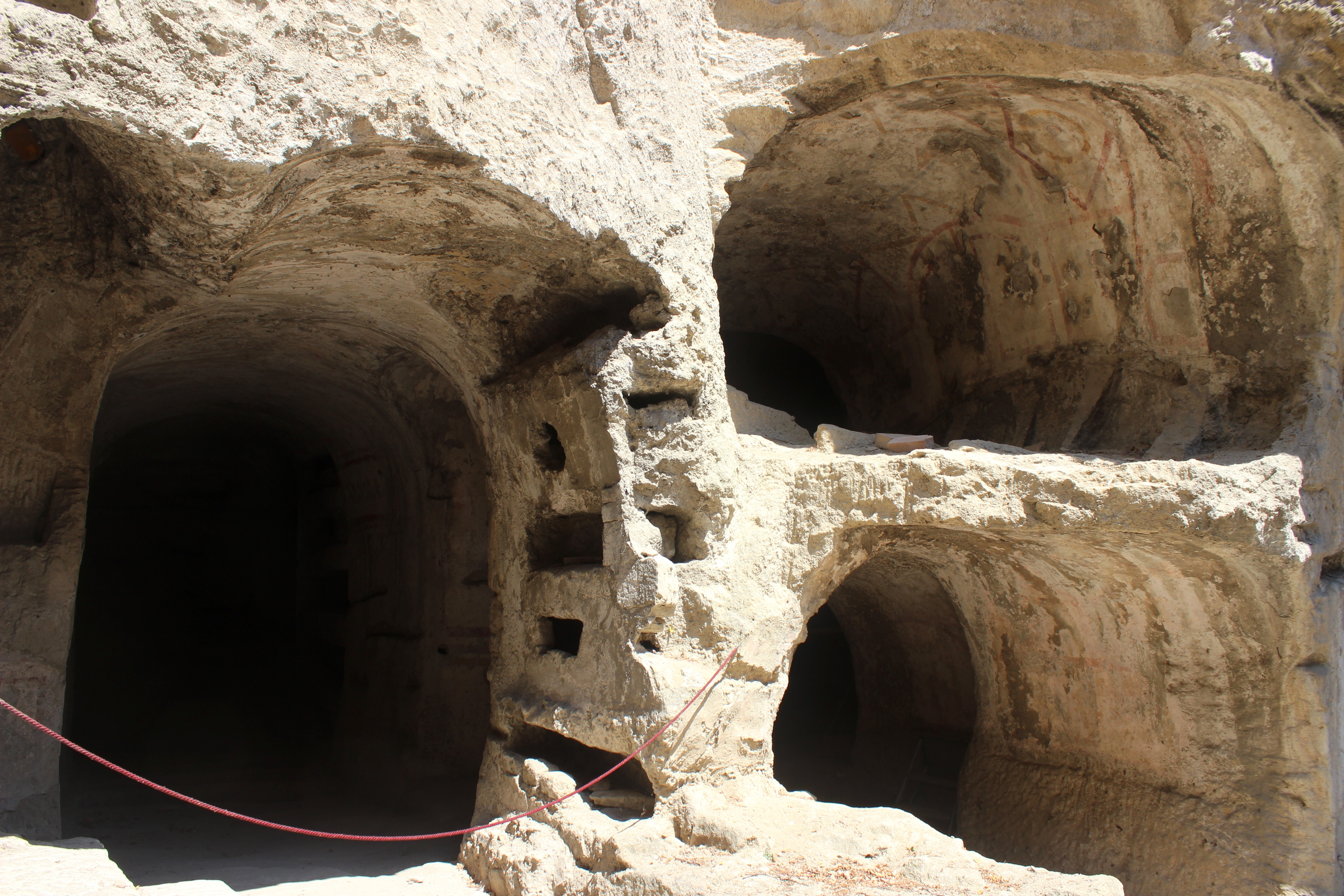

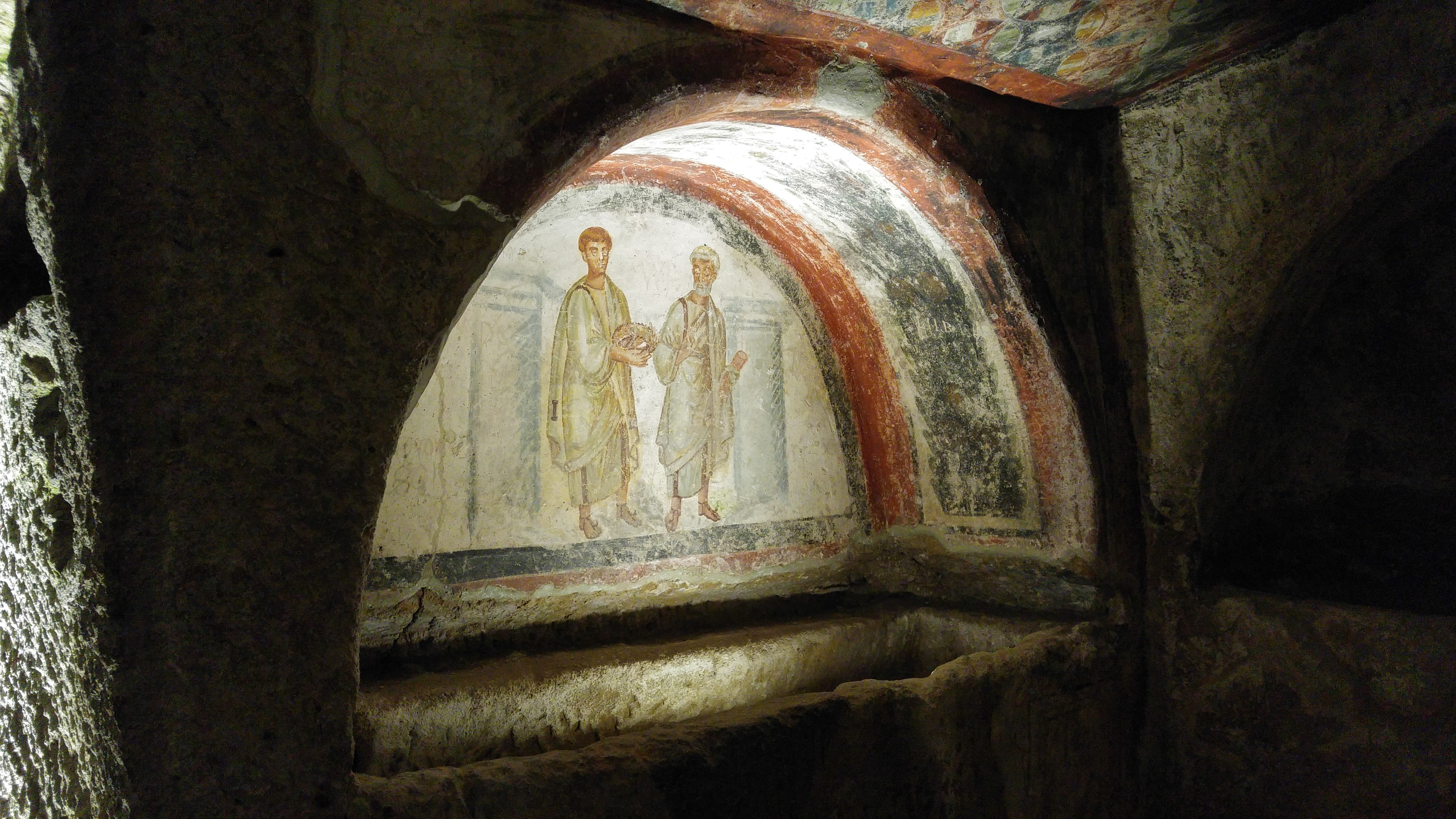
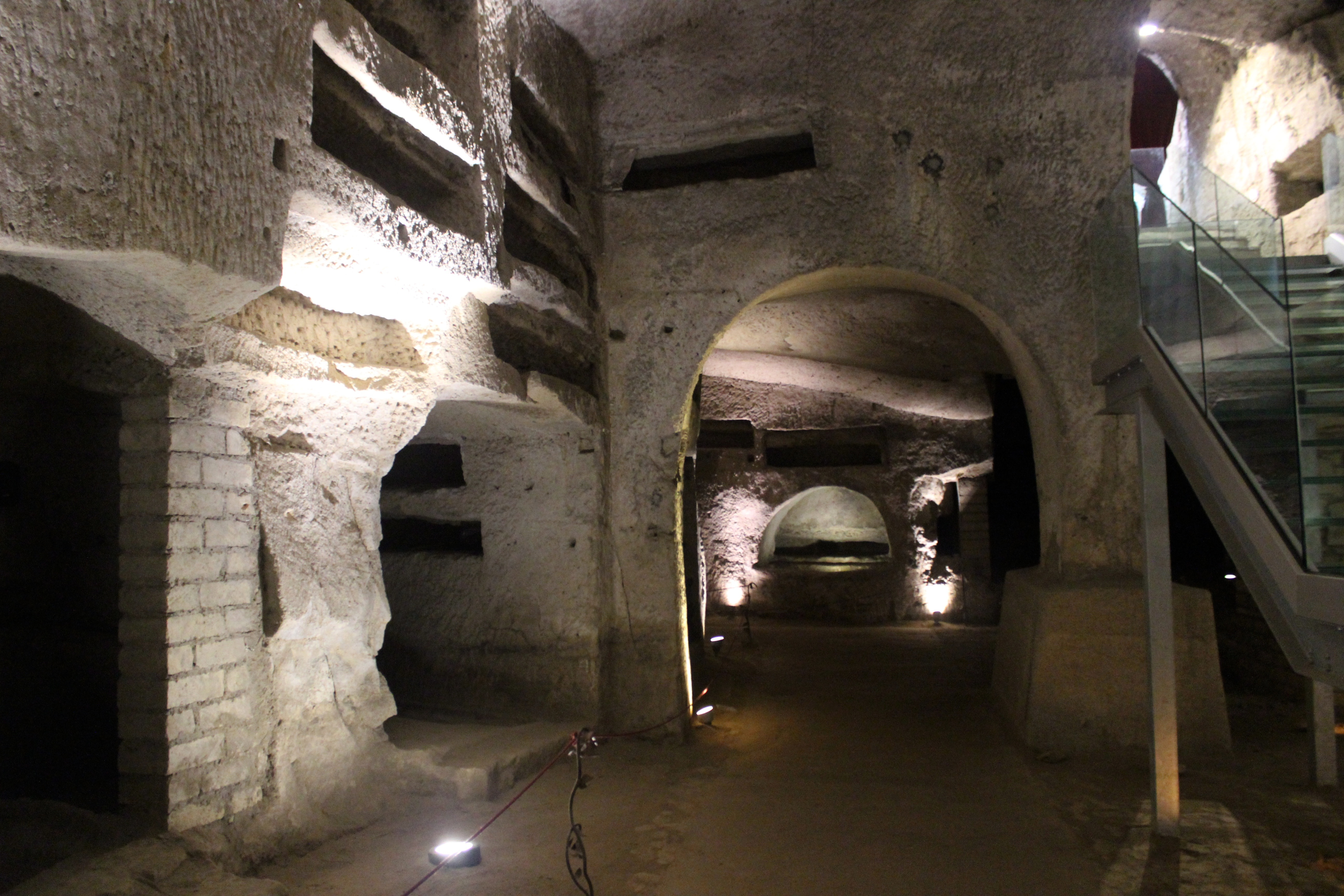

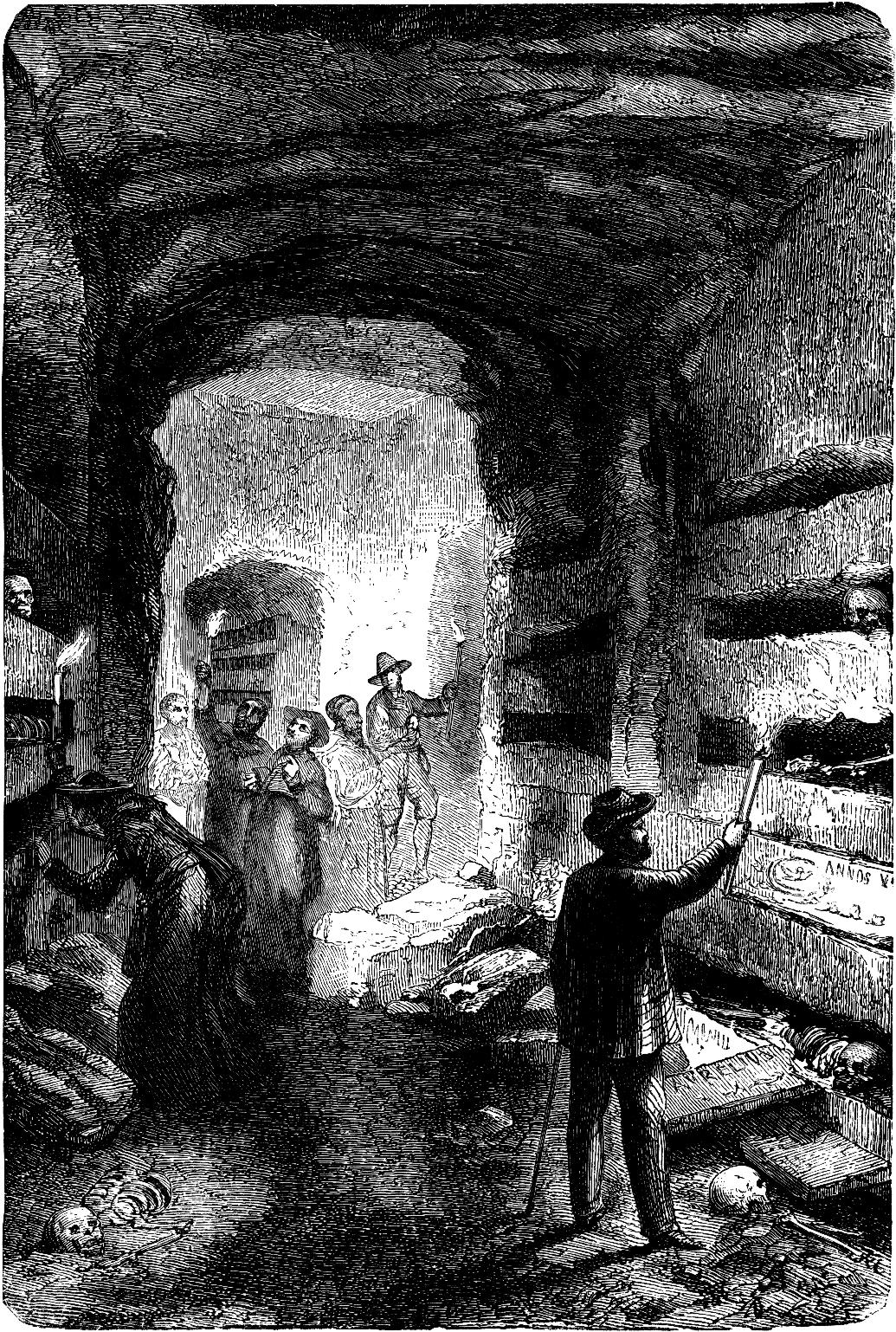
Gravure des catacombes de Naples, publié dans le récit d'un voyageur anglais de 1877.
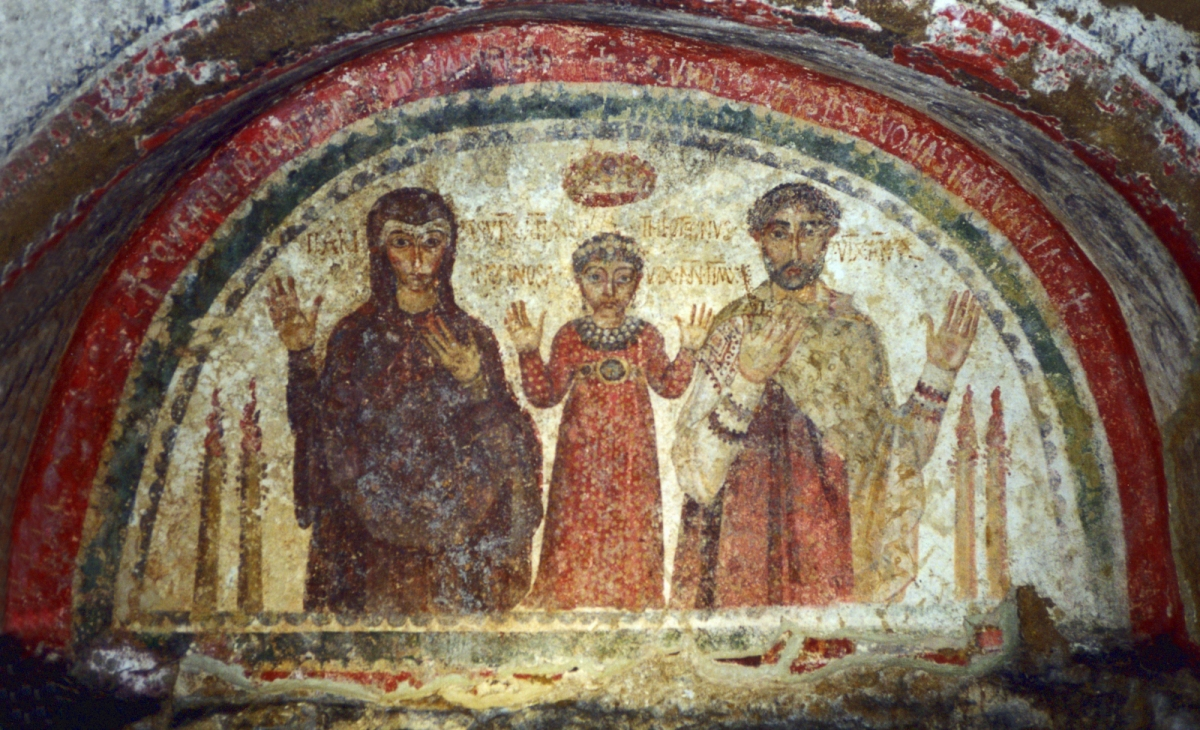
Fresque dans les catacombes de San Gennaro.